# Sacra Famiglia con san Giovannino (Caravaggio New York)
Sacra Famiglia con san Giovanni Battista è un dipinto a olio su tela realizzato tra il 1605 ed il 1606 dal pittore italiano Caravaggio.

## Storia e descrizione
Fa parte della collezione privata Otero Silva (Caracas, Venezuela), ed è conservato in deposito al Metropolitan Museum of Art di New York.
Il dipinto non è mai stato esposto al pubblico, fino al 2001, in occasione della mostra Caravaggio e il genio di Roma - 1592-1623, svoltasi a Roma presso Palazzo Venezia. 
Di quest'opera si conoscono almeno sei versioni, ma questa è considerata dalla maggior parte degli storici dell'arte a partire da Roberto Longhi come l'originale. Sempre Longhi riteneva interessante un confronto tra la Sacra Famiglia di Caravaggio e la Madonna delle ciligie di Annibale Carracci.
Questo splendido dipinto dal classico equilibrio è l'unica Madonna con Bambino dipinta da Caravaggio in dimensioni non monumentali. L'articolazione dello spazio poco profondo per porre in rapporto i personaggi, l'uso della luce per puntare l'attenzione sulla Vergine e il Bambino e comunicare un senso di mistero, il gioco di sguardi e gesti carico di significato: tutto questo crea un'immagine affascinante, enfatizzata dalla delicatezza del modellato del volto della Madonna, qui rappresentata dalla nota modella del Caravaggio Fillide Melandroni, e dell'incarnato roseo sul gomito e le gambe del bambino. La rigorosa geometria della composizione è utilizzata per creare un'atmosfera di serenità, come si trova anche nella precedente fuga in Egitto della Sacra Famiglia.
Interessante è il raffronto con la Madonna del Rosario di Caravaggio, di poco successiva, eseguita durante la fuga a Napoli, dopo l'uccisione di Ranuccio Tomassoni, dove l'incarico formale di esaltazione del ruolo dei domenicani nella diffusione dei riti religiosi (rosario) contribuisce inevitabilmente a rendere più artificiale e meno spontanea la scena.

## Galleria d'immagini

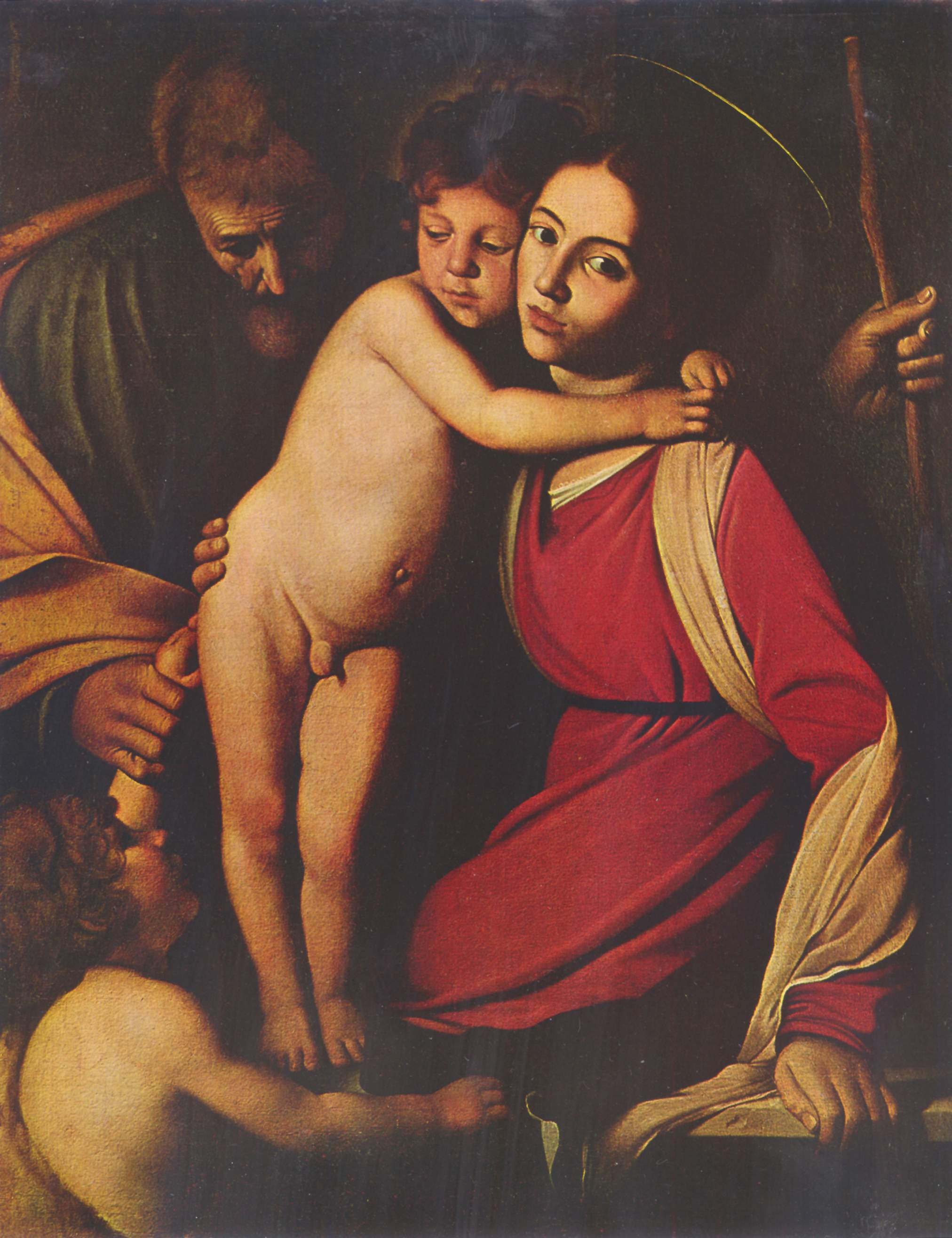
copia da Caravaggio, Sacra Famiglia con san Giovannino, Gemäldegalerie, Berlino
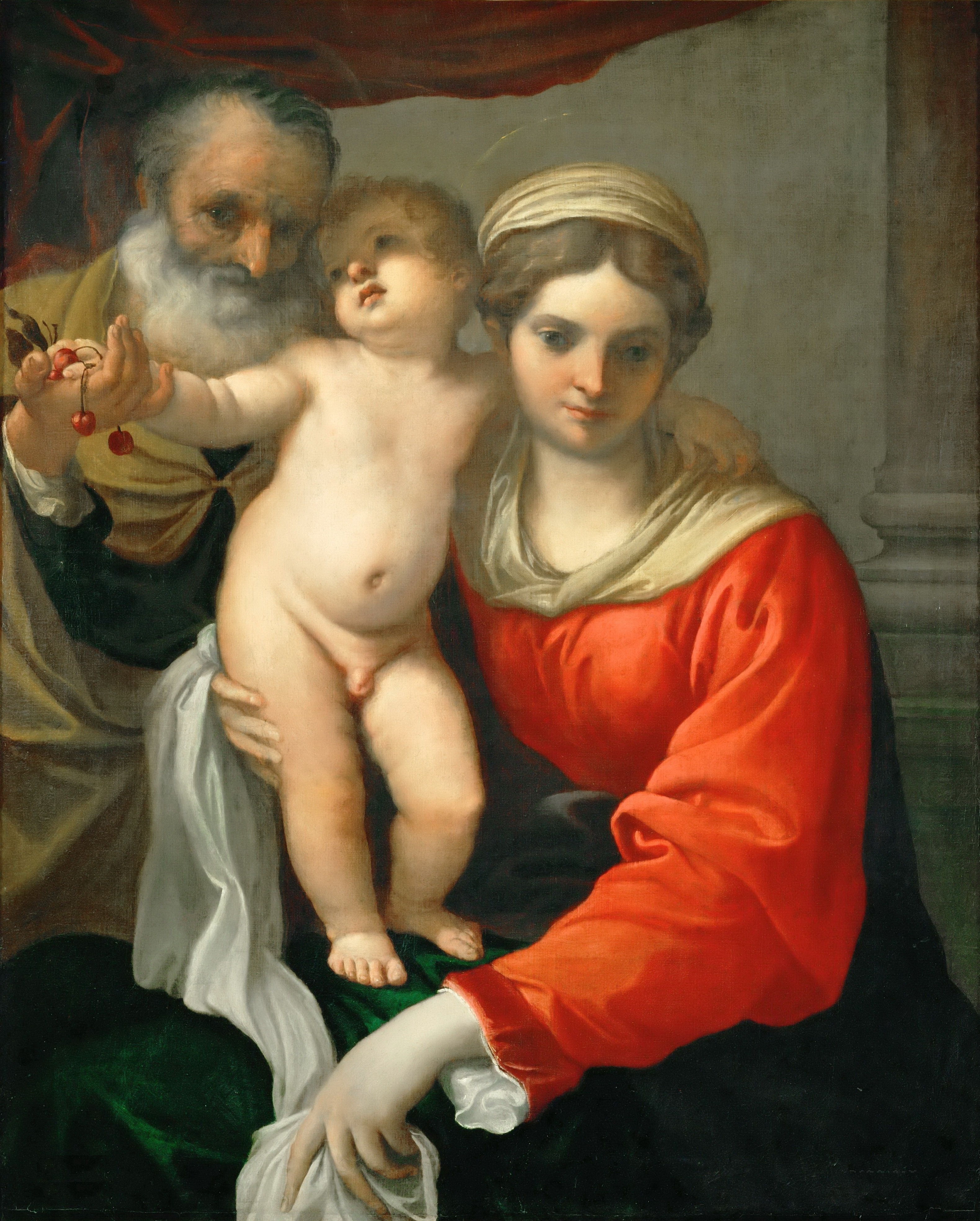
Annibale Carracci, Madonna delle ciliegie, Louvre, Parigi